# Chris Olivero
Chris Olivero (n. el 15 de octubre de 1984 en Stockton, California), también conocido como Christopher Anthony Olivero, es un actor dado a conocer por sus papeles en 24, CSI: Miami y Kyle XY (en esta última como Declan McDonough).
Está casado con la actriz Alexandra Picatto Summerland desde el 12 de agosto de 2006.